# Champignon à psilocybine

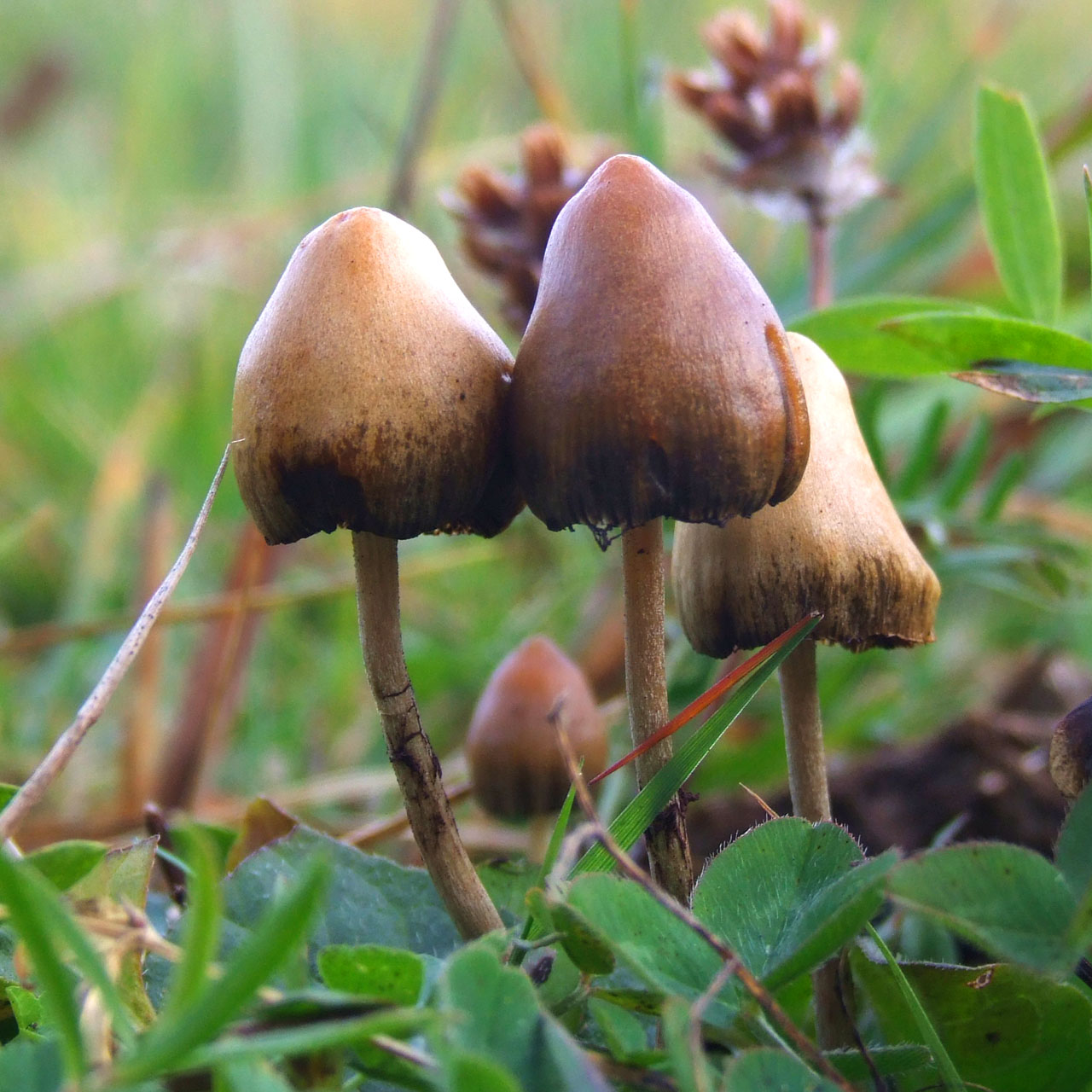
Psilocybe semilanceata

Les champignons à psilocybine, communément appelés champignons magiques, sont un groupe polyphylétique informel regroupant les champignons qui contiennent de la psilocybine, un composé qui se transforme en psilocine après ingestion,. Parmi les genres biologiques avec espèces à psilocybine, on trouve notamment Psilocybe, Panaeolus, Inocybe, Pluteus, Gymnopilus et Pholiotina. Des champignons à psilocybine ont été et continuent d'être utilisés dans les cultures indigènes du Nouveau Monde dans des contextes religieux, divinatoires ou spirituels. Les champignons à psilocybine sont également utilisés comme drogue récréative. S'ils sont présents dans l'art rupestre de l'âge de pierre en Afrique et en Europe, c'est surtout à travers les sculptures et les glyphes précolombiens d'Amérique du Nord, centrale et du Sud qu'ils sont le plus connus.

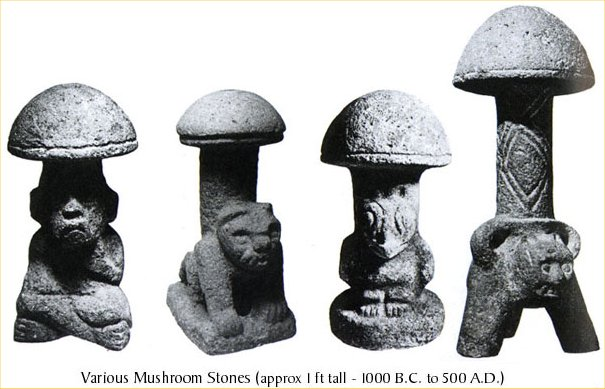
Statuettes d'hommes champignons précolombiennes

Les œuvres d'art rupestre préhistoriques près de Villar del Humo en Espagne suggèrent que Psilocybe hispanica était utilisé dans les rituels religieux il y a 6 000 ans. Les espèces psychoactives  du genre Psilocybe ont une histoire d'utilisation parmi les peuples autochtones de Mésoamérique pour la communion religieuse, la divination et la guérison, de l'époque précolombienne jusqu'à nos jours. Des pierres et des motifs de champignons ont été trouvés au Guatemala. Une statuette datant d'env. 200 EC représentant un champignon ressemblant fortement à Psilocybe mexicana a été trouvé dans l'État de Colima, dans l'ouest du Mexique, dans un puits et une tombe à chambre. Une espèce de Psilocybe connue des Aztèques sous le nom de teōnanācatl (littéralement "champignon divin": forme agglutinante de teōtl (dieu, sacré) et nanācatl (champignon) en langue nahuatl) aurait été servie lors du couronnement du souverain aztèque Moctezuma II en 1502. Les Aztèques et les Mazatèques utilisaient les termes de champignons géniaux, champignons divinatoires ou encore champignons merveilleux pour désigner les champignons à psilocybine. Bernardino de Sahagún rapporta l'utilisation rituelle du teonanácatl par les Aztèques au retour de son voyage en Amérique centrale qui suivit l'expédition d'Hernán Cortés.
Après la conquête espagnole, les missionnaires catholiques font campagne contre la tradition culturelle des Aztèques, les rejetant comme des idolâtres. L'utilisation de plantes et de champignons hallucinogènes ainsi que d'autres traditions préchrétiennes sont rapidement supprimées. Les Espagnols croyaient que le champignon permettait aux Aztèques et à d'autres de communiquer avec les démons. Malgré cela, l'utilisation du teonanácatl persista dans certaines régions éloignées. 

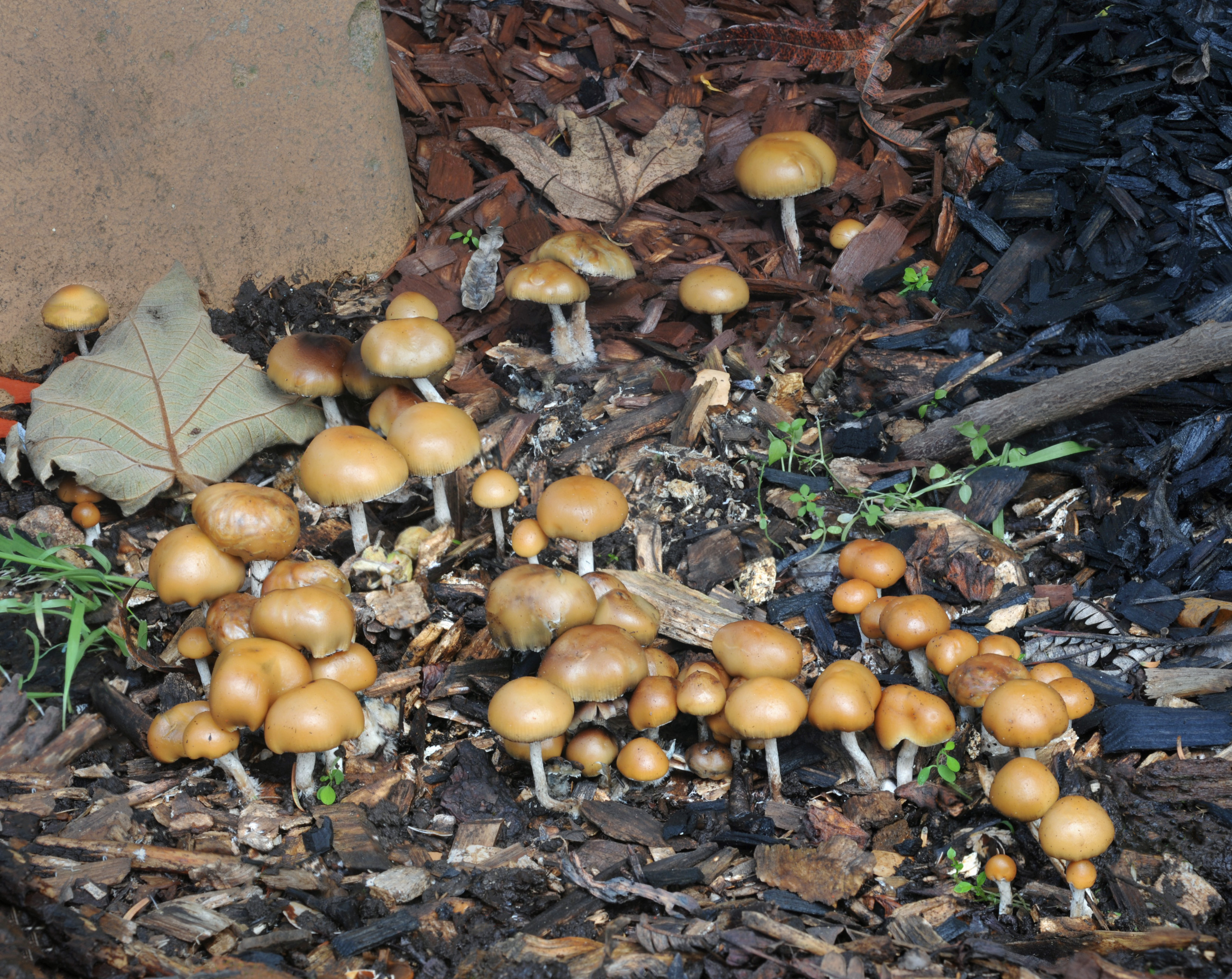
Psilocybe allenii

La première mention de champignons hallucinogènes dans la littérature médicale européenne apparaît dans le London Medical and Physical Journal en 1799 : un homme sert à sa famille des champignons Psilocybe semilanceata qu'il avait cueillis pour le petit-déjeuner dans le Green Park de Londres. L'apothicaire qui les soigna décrit plus tard comme le plus jeune enfant "était pris de crises de fou rire que les menaces de son père et de sa mère ne pouvaient retenir".

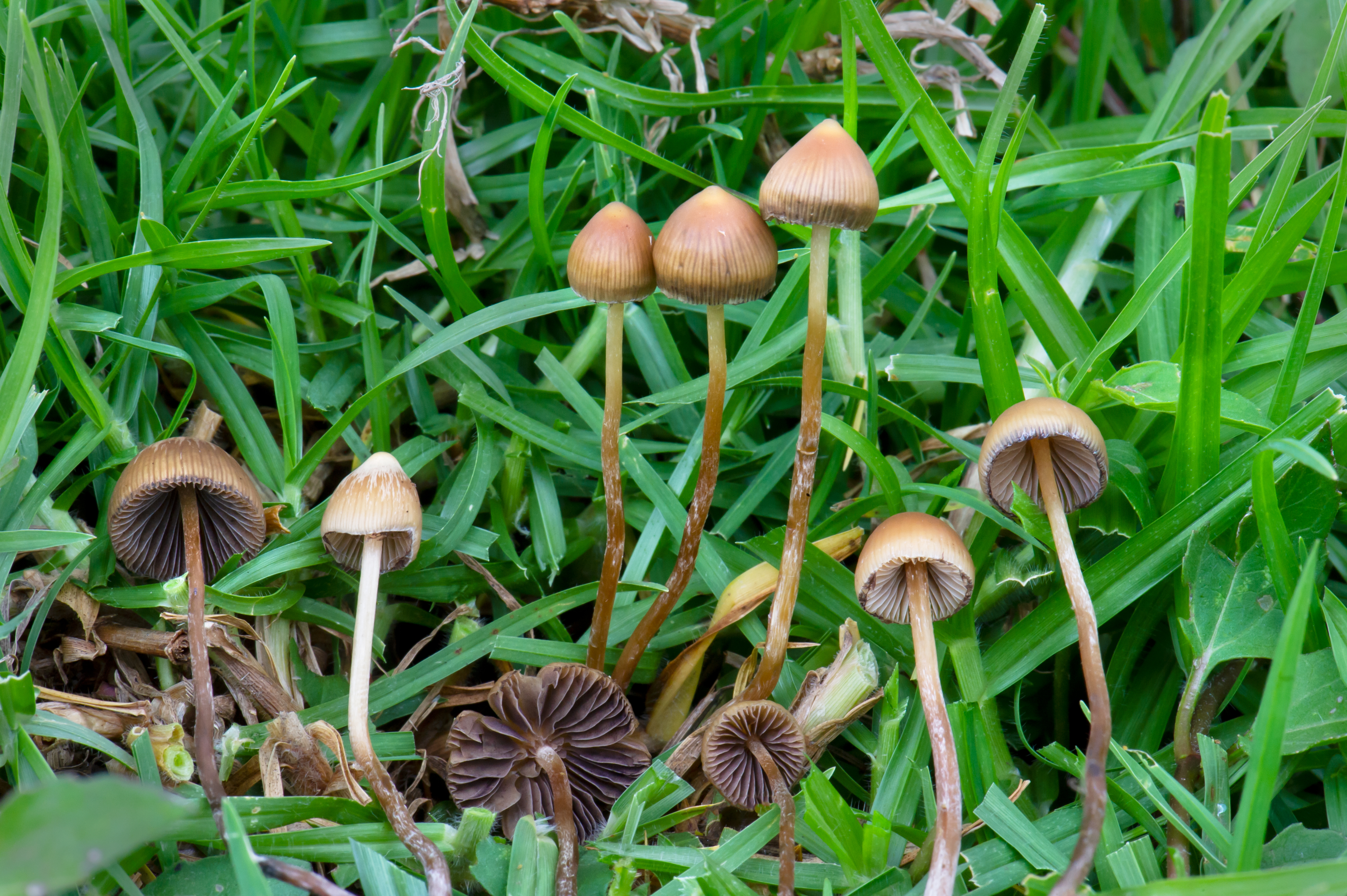
Psilocybe mexicana

En 1955, Valentina Pavlovna Wasson et R. Gordon Wasson deviennent les premiers Américains d'origine européenne connus pour participer activement à une cérémonie de champignons indigène. Les Wasson font alors beaucoup pour faire connaître leur expérience, publiant même un article sur ce sujet dans Life le 13 mai 1957. En 1956, Roger Heim identifie le champignon psychoactif que les Wasson avaient ramené du Mexique sous le nom de Psilocybe, et en 1958, Albert Hofmann identifie pour la première fois la psilocybine et la psilocine comme les composés actifs de ces champignons,.
Inspiré par l'article des Wassons dans Life, Timothy Leary se rend alors au Mexique pour découvrir lui-même les champignons à psilocybine. C'est à son retour à Harvard en 1960 qu'il lance avec Richard Alpert le Harvard Psilocybin Project, promouvant des études psychologiques et religieuses sur la psilocybine et d'autres drogues psychédéliques. Alpert et Leary souhaitent alors mener des recherches sur la psilocybine sur des prisonniers dans les années 1960, testant ses effets sur la récidive. Au terme d'une expérience de six mois, ils constatent un taux de récidive en-dessous de 40 %, dépassant de leurs attentes. Ceci, ainsi qu'une autre expérience qui consista à administrer de la psilocybine à des étudiants diplômés en théologie, suscite la controverse. Peu de temps après être renvoyés de la faculté de Harvard en 1963, Leary et Alpert tournèrent leur attention vers la promotion de l'expérience psychédélique dans la contre-culture hippie naissante.
La vulgarisation des enthéogènes par les Wasson, Leary, Terence McKenna, Robert Anton Wilson et bien d'autres conduit à une explosion de l'utilisation des champignons à psilocybine dans le monde entier. Au début des années 1970, de nombreuses espèces de champignons à psilocybine sont décrites provenant d'Amérique du Nord tempérée, d'Europe et d'Asie. Des livres décrivant les méthodes de culture de grandes quantités de Psilocybe cubensis sont alors également publiés. La disponibilité de champignons à psilocybine de sources sauvages et cultivées en font l'une des drogues psychédéliques les plus largement utilisées.
À l'heure actuelle, l'utilisation de champignons à psilocybine a été signalée parmi certains groupes allant du centre du Mexique à Oaxaca, y compris des groupes de Nahua, Mixtèques, Mixe, Mazatecs, Zapotèques et d'autres. Une figure importante de l'utilisation des champignons au Mexique était la guérisseuse María Sabina, qui utilisait des champignons indigènes tels que Psilocybe mexicana dans sa pratique.

## Occurrence
Dans une revue de 2000 sur la distribution mondiale des champignons à psilocybine, Gastón Guzmán et ses collègues ont considéré qu'ils étaient répartis entre les genres suivants : Psilocybe (116 espèces), Gymnopilus (14), Panaeolus (13), Copelandia (12), Pluteus (6) Inocybe (6), Pholiotina (4) et Galerina (1).  Guzmán a augmenté son estimation du nombre de Psilocybe contenant de la psilocybine à 144 espèces dans une revue de 2005.

Répartition mondiale de plus de 100 espèces psychoactives du genre Psilocybe

Beaucoup d'entre eux se trouvent au Mexique (53 espèces), le reste étant réparti entre le Canada et les États-Unis (22), l'Europe (16), l'Asie (15), l'Afrique (4) et l'Australie et îles associées (19). En général, les espèces contenant de la psilocybine sont des champignons à lamelles à spores sombres qui poussent dans les prairies et les bois des régions subtropicales et tropicales, généralement dans des sols riches en humus et en débris végétaux. Les champignons à psilocybine sont présents sur tous les continents, mais la majorité des espèces se trouvent dans les forêts humides subtropicales. P. cubensis est le Psilocybe le plus répandu dans les zones tropicales. P semilanceata, considéré comme le champignon à psilocybine le plus répandu au monde, se trouve dans les régions tempérées d'Europe, d'Amérique du Nord, d'Asie, d'Amérique du Sud, d'Australie et de Nouvelle-Zélande, bien qu'il soit absent du Mexique. En 2024, deux nouvelles espèces de Psilocybe (Hymenogastraceae), P. ingeli et P. maluti, ont été décrites en Afrique australe.

## Composition
La composition des champignons magiques varie d'un genre à l'autre et d'une espèce à l'autre. Son composant principal est la psilocybine qui est convertie en psilocine pour produire un effet psychoactif. En outre, la psilocine, la norpsilocine, la baeocystine, la norbaeocystine et l'aeruginascine peuvent également être présentes, ce qui peut modifier les effets des champignons magiques. Certains champignons produisent des β-carbolines qui inhibent la monoamine oxydase, une enzyme qui décompose les alcaloïdes de tryptamine. Ils se produisent dans différents genres, tels que Psilocybe, Cyclocybe et Hygrophorus. L'harmine, l'harmane, le norharmane et une gamme d'autres β-carbolines dérivées du L-tryptophane ont été découverts chez les espèces de Psilocybe.

## Effets

Malgré certains risques, les champignons font beaucoup moins de dégâts que les autres drogues récréatives. Étude réalisée au Royaume-Uni.

Les effets des champignons à psilocybine proviennent de la psilocybine et de la psilocine. Lorsque la psilocybine est ingérée, elle est décomposée par le foie dans un processus appelé déphosphorylation. Le composé résultant est appelé psilocine, qui est responsable des effets psychédéliques. La psilocybine et la psilocyne produisent des augmentations à court terme de la tolérance chez les utilisateurs, ce qui rend difficile leur abus car plus elles sont prises souvent dans un court laps de temps, plus les effets résultants sont faibles. Les champignons à psilocybine ne sont pas connus pour provoquer une dépendance physique ou psychologique (addiction). Les effets psychédéliques ont tendance à apparaître environ 20 minutes après l'ingestion et peuvent durer jusqu'à 6 heures. Des effets physiques tels que nausées, vomissements, euphorie, faiblesse ou relaxation musculaire, somnolence et manque de coordination peuvent survenir.
Comme pour de nombreuses substances psychédéliques, les effets des champignons psychédéliques sont subjectifs et peuvent varier considérablement d'un utilisateur à l'autre. Les effets psychotropes des champignons contenant de la psilocybine durent généralement de trois à huit heures selon la posologie, la méthode de préparation et le métabolisme personnel. Les 3 à 4 premières heures après l'ingestion sont généralement appelées le « pic » - au cours duquel l'utilisateur éprouve des visuels plus vifs et des distorsions dans la réalité. Les effets peuvent sembler durer beaucoup plus longtemps pour l'utilisateur en raison de la capacité de la psilocybine à modifier la perception du temps.

### Effets sensoriels
Les effets sensoriels comprennent des hallucinations visuelles et auditives suivies de changements émotionnels et d'une perception altérée du temps et de l'espace. Des modifications notables des sens auditifs, visuels et tactiles peuvent apparaître environ 30 minutes à une heure après l'ingestion, bien que les effets puissent prendre jusqu'à deux heures pour se produire. Ces changements de perception incluent visuellement l'amélioration et le contraste des couleurs, des phénomènes lumineux étranges (tels que des auras ou des "halos" autour des sources lumineuses), une acuité visuelle accrue, des surfaces qui semblent onduler, scintiller ou respirer ; des visuels complexes avec les yeux ouverts ou fermés de constantes de forme ou d'images, d'objets qui se déforment, se transforment ou changent de couleurs unies ; un sentiment de fusion dans l'environnement et des traînées derrière des objets en mouvement. Les sons peuvent sembler avoir une clarté accrue. La musique, par exemple, peut prendre un sens profond de cadence et de profondeur. Certains utilisateurs ressentent une synesthésie, dans laquelle ils perçoivent, par exemple, une visualisation de couleur en entendant un son particulier.

### Effets émotionnels
Comme pour d'autres substances psychédéliques telles que le LSD, l'expérience, ou le « voyage », dépend fortement de l'état d'esprit de l'utilisateur et du cadre - « set and setting » en anglais. L'hilarité, le manque de concentration et la relaxation musculaire (y compris les pupilles dilatées) sont tous des effets normaux, parfois dans le même voyage. Un environnement négatif pourrait contribuer à un bad trip, alors qu'un environnement agréable et familier préparerait le terrain pour une expérience positive. Les psychédéliques rendent les expériences plus intenses, donc si une personne entre en voyage dans un état d'esprit anxieux, elle ressentira probablement une anxiété accrue pendant son voyage. De nombreux utilisateurs trouvent préférable d'ingérer les champignons avec des amis ou des personnes familiarisées avec le « trip ». Les conséquences psychologiques de l'utilisation de la psilocybine comprennent des hallucinations et une incapacité à discerner le fantasme de la réalité. Des réactions de panique et une psychose peuvent également survenir, en particulier si un utilisateur ingère une forte dose. En plus des risques associés à l'ingestion de psilocybine, les personnes qui cherchent à utiliser des champignons à psilocybine risquent également un empoisonnement si l'une des espèces de champignons vénéneux est confondue avec un champignon à psilocybine.

## Dosage

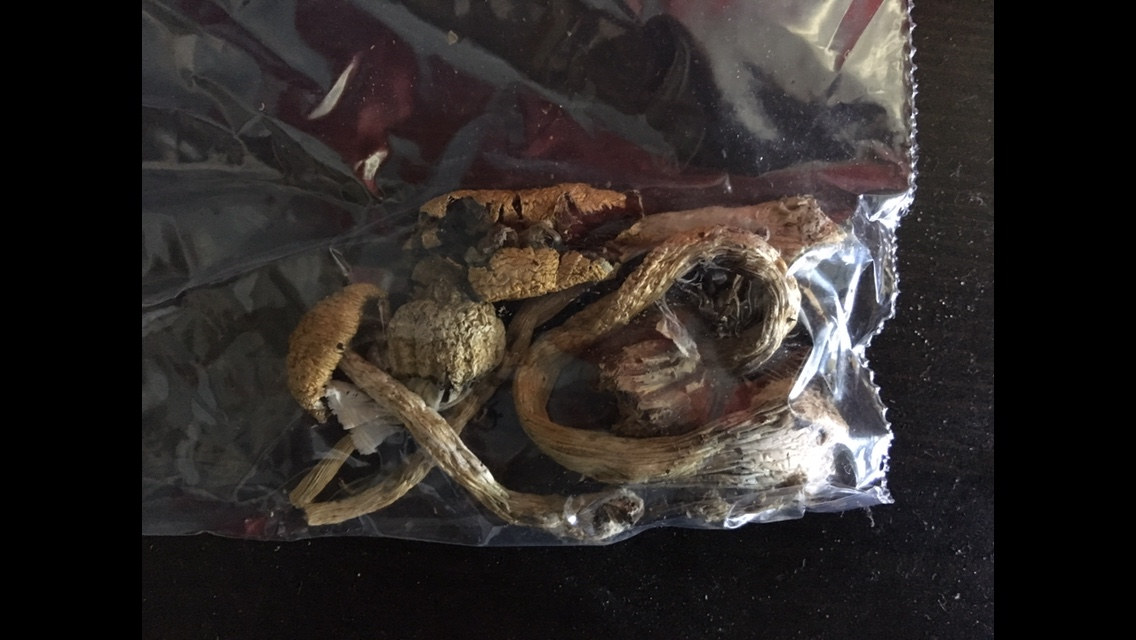
Un sachet de 1,5 grammes de Psilocybe cubensis séchés

Le dosage des champignons contenant de la psilocybine dépend de leur teneur en psilocybine et en psilocine, qui peut varier considérablement d'une espèce à l'autre ainsi qu'au sein d'une même espèce, mais est généralement d'environ 0,5 à 2,0 % du poids sec du champignon. Les doses habituelles de l'espèce commune Psilocybe cubensis varient entre 1,0 et 2,5 g, tandis qu'environ 2,5 à 5,0 g de champignon séché est considéré comme une forte dose. Au-dessus de 5 g est souvent considéré comme une forte dose, 5,0 g de champignons séchés étant souvent appelés une "dose héroïque",.
La concentration de composés actifs de champignons à psilocybine varie d'une espèce à l'autre mais aussi d'un champignon à l'autre au sein d'une espèce, sous-espèce ou variété donnée. Chez l'espèce Psilocybe samuiensis, le chapeau séché contient le plus de psilocybine à environ 0,23% à 0,90%. Le mycélium contient environ 0,24 % à 0,32 %.

## Toxicologie
L'espèce du genre de champignons à psilocybine le plus couramment recherché et ingéré, Psilocybe cubensis, contient deux toxines hallucinogènes primaires ; psilocybine et psilocine. La dose létale médiane, également appelée « LD50 », de psilocybine est de 280 mg/kg.
D'un point de vue toxicologique, il serait incroyablement difficile de faire une surdose de champignons à psilocybine, étant donné leurs principaux composés toxiques. Pour consommer de telles quantités massives de psilocybine, il faudrait ingérer plus de 1200 grammes de Psilocybe cubensis séché étant donné que 1 à 2 % du champignon séché contient de la psilocybine.
Présentant une menace plus réaliste qu'une surdose mortelle, des niveaux significativement élevés de psilocine peuvent surstimuler les récepteurs 5-HT2A dans le cerveau, provoquant un syndrome sérotoninergique aigu. Une étude de 2015 a observé qu'une dose de 200 mg/kg de psilocine induisait des symptômes d'empoisonnement aigu à la sérotonine chez la souris.
Les événements mortels induits par la neurotoxicité sont rares avec une surdose de champignons à psilocybine, la plupart des patients admis en soins intensifs ne nécessitant qu'un traitement modéré après leur sortie du service. Cependant, des événements mortels liés à la détresse émotionnelle et à la psychose induite par le trip peuvent survenir à la suite d'une surconsommation de champignons à psilocybine. En 2003, un cas mortel d'empoisonnement aux champignons magiques s'est produit lorsqu'un homme de 27 ans a été retrouvé mort dans un canal d'irrigation en raison d'hypothermie.

## Recherche clinique
En partie à cause des restrictions imposées par la loi sur les substances contrôlées, la recherche aux États-Unis a été limitée jusqu'au début du 21e siècle, lorsque les champignons à psilocybine ont été testés pour leur potentiel à traiter la toxicomanie, l'anxiété et les troubles de l'humeur,. En 2018-2019 aux États-Unis, la Food and Drug Administration (FDA) a accordé la désignation de thérapie révolutionnaire pour les études sur la psilocybine dans les troubles dépressifs.

## Légalité
La légalité de la culture, de la possession et de la vente de champignons à psilocybine, de psilocybine et de psilocine varie d'un pays à l'autre.

## Citations
1. ↑  Kuhn, Cynthia, Swartzwelder, Scott et Wilson, Wilkie, Buzzed: The Straight Facts about the Most Used and Abused Drugs from Alcohol to Ecstasy, W.W. Norton & Company, 2003 (ISBN 978-0-393-32493-8, lire en ligne), 83
2. ↑  Health Canada, « Magic mushrooms – Canada.ca » [archive du 22 décembre 2017], www.canada.ca, 12 janvier 2012 (consulté le 20 décembre 2017)
3. ↑  (en) Klara Gotvaldova, Jan Borovicka, Katerina Hajkova et Petra Cihlarova, « Extensive Collection of Psychotropic Mushrooms with Determination of Their Tryptamine Alkaloids », International Journal of Molecular Sciences, vol. 23, no 22,‎ 2022, p. 14068 (ISSN 1422-0067, DOI 10.3390/ijms232214068)
4. 1 2  Guzmán G., « Hallucinogenic mushrooms in Mexico: An overview », Economic Botany, vol. 62, no 3,‎ 2008, p. 404–412 (DOI 10.1007/s12231-008-9033-8, S2CID 22085876)
5. ↑  Brian P. Akers, Juan Francisco Ruiz, Alan Piper et Carl A. P. Ruck, « A Prehistoric Mural in Spain Depicting Neurotropic Psilocybe Mushrooms?1 », Economic Botany, vol. 65, no 2,‎ 2011, p. 121–128 (DOI 10.1007/s12231-011-9152-5, S2CID 3955222)
6. ↑  Abuse, « Hallucinogens DrugFacts » [archive du 26 décembre 2018], National Institute on Drug Abuse, 22 avril 2019 (consulté le 27 décembre 2020)
7. ↑  F.J. Carod-Artal, « Hallucinogenic drugs in pre-Columbian Mesoamerican cultures », Neurología (English Edition), vol. 30, no 1,‎ 1er janvier 2015, p. 42–49 (PMID 21893367, DOI 10.1016/j.nrleng.2011.07.010)
8. 1 2  Stamets (1996), p. 11.
9. ↑  Stamets (1996), p. 7.
10. ↑  Hofmann A., LSD: My Problem Child, New York City, McGraw-Hill, 1980, 49–71 p. (ISBN 978-0-07-029325-0), « The Mexican relatives of LSD »
11. ↑  Brande E., « Mr. E. Brande, on a poisonous species of Agaric », The Medical and Physical Journal: Containing the Earliest Information on Subjects of Medicine, Surgery, Pharmacy, Chemistry, and Natural History, vol. 3, no 11,‎ 1799, p. 41–44 (PMID 30490162, PMCID 5659401, lire en ligne)
12. ↑  Wasson RG, « Seeking the magic mushroom », Life, no May 13,‎ 1957, p. 100–120 (lire en ligne)
13. ↑  Heim R., « Notes préliminaires sur les agarics hallucinogènes du Mexique » [« Preliminary notes on the hallucination-producing agarics of Mexico »], Revue de Mycologie, vol. 22, no 1,‎ 1957, p. 58–79
14. ↑  (de) Hofmann A, Frey A, Ott H, Petrzilka T, Troxler F, « Konstitutionsaufklärung und Synthese von Psilocybin » [« The composition and synthesis of psilocybin »], Cellular and Molecular Life Sciences, vol. 14, no 11,‎ 1958, p. 397–399 (PMID 13609599, DOI 10.1007/BF02160424, S2CID 33692940)
15. ↑  (de) Hofmann A, Heim R, Brack A, Kobel H, « Psilocybin, ein psychotroper Wirkstoff aus dem mexikanischen Rauschpilz Psilocybe mexicana Heim » [« Psilocybin, a psychotropic drug from the Mexican magic mushroom Psilocybe mexicana Heim »], Experientia, vol. 14, no 3,‎ 1958, p. 107–109 (PMID 13537892, DOI 10.1007/BF02159243, S2CID 42898430)
16. ↑  « Dr. Leary's Concord Prison Experiment: A 34-Year Follow-Up Study », Bulletin of the Multidisciplinary Association for Psychedelic Studies, vol. 9, no 4,‎ 1999, p. 10–18 (lire en ligne [archive du 23 mars 2021], consulté le 26 mars 2021)
17. ↑  Lattin, Don, The Harvard Psychedelic Club: How Timothy Leary, Ram Dass, Huston Smith, and Andrew Weil killed the fifties and ushered in a new age for America, New York, HarperOne, 2010, 1st éd., 37–44 (ISBN 978-0-06-165593-7, lire en ligne)
18. ↑  Monaghan, John D. et Cohen, Jeffrey H., Ethnology, Austin, Texas, University of Texas Press, 2000 (ISBN 978-0-292-70881-5, lire en ligne), « Thirty years of Oaxacan ethnography », 165
19. 1 2  Guzmán, G., Allen, J.W. et Gartz, J., « A worldwide geographical distribution of the neurotropic fungi, an analysis and discussion », Annali del Museo Civico di Rovereto: Sezione Archeologia, Storia, Scienze Naturali, vol. 14,‎ 2000, p. 189–280 (lire en ligne [archive du 5 février 2018], consulté le 5 avril 2022)
20. ↑  « A worldwide geographical distribution of the neurotropic fungi, an analysis and discussion », Annali del Museo Civico di Rovereto, vol. 14,‎ 1998, p. 207 (lire en ligne [archive du 26 juin 2010], consulté le 17 septembre 2017)
21. 1 2  Guzmán, G., « Species diversity of the genus Psilocybe (Basidiomycotina, Agaricales, Strophariaceae) in the world mycobiota, with special attention to hallucinogenic properties », International Journal of Medicinal Mushrooms, vol. 7, nos 1–2,‎ 2005, p. 305–331 (DOI 10.1615/intjmedmushr.v7.i12.280)
22. ↑  M. Wurst, R. Kysilka et M. Flieger, « Psychoactive tryptamines from Basidiomycetes », Folia Microbiologica, vol. 47, no 1,‎ 2002, p. 3–27 [5] (PMID 11980266, DOI 10.1007/BF02818560, S2CID 31056807)
23. ↑  Guzmán, G., The Genus Psilocybe: A Systematic Revision of the Known Species Including the History, Distribution, and Chemistry of the Hallucinogenic Species, vol. 74, Vaduz, Liechtenstein, J. Cramer, coll. « Beihefte Zur Nova Hedwigia », 1983, 361–2 p. (ISBN 978-3-7682-5474-8)
24. ↑  B. van der Merwe, « A description of two novel Psilocybe species from southern Africa and some notes on African traditional hallucinogenic mushroom use », Mycologia, vol. 116, no 5,‎ 2 septembre 2024, p. 821–834 (ISSN 0027-5514, PMID 38953774, DOI 10.1080/00275514.2024.2363137, lire en ligne, consulté le 31 mars 2025)
25. 1 2  « Chemical Composition Variability in Magic Mushrooms » [archive du 18 août 2021], 4 mars 2019 (consulté le 17 août 2021)
26. ↑  « Hallucinogenic mushrooms drug profile » [archive du 17 août 2021], European Monitoring Centre for Drugs and Drug Addiction (consulté le 17 août 2021)
27. ↑  « Simultaneous Production of Psilocybin and a Cocktail of β-Carboline Monoamine Oxidase Inhibitors in 'Magic' Mushrooms », Chemistry: A European Journal, vol. 26, no 3,‎ janvier 2020, p. 729–734 (PMID 31729089, PMCID 7003923, DOI 10.1002/chem.201904363)
28. ↑  « Isolation and structural elucidation of a novel brunnein-type antioxidant β-carboline alkaloid from Cyclocybe cylindracea », Fitoterapia, vol. 137,‎ septembre 2019, p. 104180 (PMID 31150766, DOI 10.1016/j.fitote.2019.104180, S2CID 172137046)
29. ↑  « Determination of beta-carboline alkaloids in fruiting bodies of Hygrophorus spp. by liquid chromatography/electrospray ionization tandem mass spectrometry », Phytochemical Analysis, vol. 19, no 4,‎ 2008, p. 335–41 (PMID 18401852, DOI 10.1002/pca.1057)
30. ↑  Passie, T., Seifert, J., Schneider, und et Emrich, H.M., « The pharmacology of psilocybin », Addiction Biology, vol. 7, no 4,‎ 2002, p. 357–364 (PMID 14578010, DOI 10.1080/1355621021000005937, S2CID 12656091)
31. ↑  « Psilocybin Fast Facts » [archive du 12 mai 2007], National Drug Intelligence Center (consulté le 4 avril 2007)
32. ↑  van Amsterdam, J., Opperhuizen, A. et van den Brink, W., « Harm potential of magic mushroom use: A review », Regulatory Toxicology and Pharmacology, vol. 59, no 3,‎ 2011, p. 423–429 (PMID 21256914, DOI 10.1016/j.yrtph.2011.01.006)
33. ↑  Wittmann, M., Carter, O., Hasler, F., Cahn, B.R., Grimberg, und, Spring, P., Hell, D., Flohr, H. et Vollenweider, F.X., « Effects of psilocybin on time perception and temporal control of behavior in humans », Journal of Psychopharmacology, vol. 21, no 1,‎ 2007, p. 50–64 (PMID 16714323, DOI 10.1177/0269881106065859, S2CID 3165579)
34. 1 2 3 4  Richard Evans Schultes, Hallucinogenic Plants, New York, Golden Press, 1976 (ISBN 978-0-307-24362-1, lire en ligne), 68
35. ↑  Ballesteros, S., Ramón, M.F., Iturralde, M.J. et Martínez-Arrieta, R., New Research on Street Drugs, Nova Science Publishers, 2006 (ISBN 978-1-59454-961-8), « Natural Sources of Drugs of Abuse: Magic Mushrooms », p. 175
36. ↑  Stamets (1996)
37. ↑  « Psilocybin Fast Facts » [archive du 3 mai 2018], National Drug Intelligence Center, US Department of Justice (consulté le 3 mai 2018)
38. 1 2  Tim Laussmann et Sigrid Meier-Giebing, « Forensic analysis of hallucinogenic mushrooms and khat (Catha edulisForsk) using cation-exchange liquid chromatography. », Forensic Science International, vol. 1, no 3,‎ 2010, p. 160-164 (lire en ligne).
39. ↑  Erowid, « Erowid Psilocybin Mushroom Vault: Dosage » [shtml], Erowid, 2006 (consulté le 26 novembre 2006)
40. ↑  « Terence McKenna's Last Trip » [archive du 14 mars 2014], 1er mai 2000 (consulté le 11 avril 2023)
41. ↑  James W. Jesso, Decomposing The Shadow: Lessons From The Psilocybin Mushroom, SoulsLantern Publishing, 13 juin 2013 (ISBN 978-0-9919435-0-0, lire en ligne), p. 90
42. ↑  « Variation of psilocybin and psilocin levels with repeated flushes (harvests) of mature sporocarps of Psilocybe cubensis (Earle) Singer », Journal of Ethnopharmacology, vol. 5, no 3,‎ 1982, p. 287–291 (PMID 7201054, DOI 10.1016/0378-8741(82)90014-9)
43. ↑  Pawel Kosentka, « Evolution of the toxins muscarine and psilocybin in a family of mushroom-forming fungi. », PloS one, vol. 8, no 5,‎ 23 mai 2013 (lire en ligne)
44. ↑  O’Neil Maryadele, The Merck Index: An Encyclopedia of Chemicals, Drugs, and Biologicals, Merck Research Laboratories, 2006 (ISBN 978-0911910001)
45. 1 2  Scott Chilton et Jeremy Bigwood, « Chilton, W. Scott, Jeremy Bigwood, and Robert E. Jensen. "Psilocin, bufotenine, and serotonin: historical and biosynthetic observations. », Journal of Psychedelic Drugs, vol. 11.1, no 2,‎ 18 janvier 2012, p. 61-69 (lire en ligne)
46. ↑  Olga Zhuk, « Research on acute toxicity and the behavioral effects of methanolic extract from psilocybin mushrooms and psilocin in mice », Toxins, vol. 7.4,‎ 27 mars 2015, p. 1018-1029 (lire en ligne)
47. ↑  Afonso DL Lima, « Poisonous mushrooms; a review of the most common intoxications. », Nutricion Hospitalaria, vol. 27, no 2,‎ mars-avril 2012, p. 402-408 (lire en ligne)
48. ↑  Eric Bui, Franklin King et Andrew Melaragno, « Pharmacotherapy of anxiety disorders in the 21st century: A call for novel approaches (Review) », General Psychiatry, vol. 32, no 6,‎ 1er décembre 2019, e100136 (PMID 31922087, PMCID 6936967, DOI 10.1136/gpsych-2019-100136)
49. ↑  (en) Richard E. Doblin, Merete Christiansen, Lisa Jerome et Brad Burge, « The Past and Future of Psychedelic Science: An Introduction to This Issue », Journal of Psychoactive Drugs, vol. 51, no 2,‎ 15 mars 2019, p. 93–97 (ISSN 0279-1072, PMID 31132970, DOI 10.1080/02791072.2019.1606472, S2CID 167220251, lire en ligne)
50. ↑  « FDA grants Breakthrough Therapy Designation to Usona Institute's psilocybin program for major depressive disorder » [archive du 26 octobre 2021], Business Wire, 22 novembre 2019 (consulté le 17 septembre 2020)